# Џејд Терлвол
Џејд Амелија Терлвол (енгл. Jade Amelia Thirlwall; Саут Шилдс, 26. децембар 1992) јесте енглеска певачица, текстописац и чланица британске групе за девојке Литл Микс. Од 2021. године, група је продала преко 65 милиона плоча широм света, што их чини једном од најпродаванијих женских група свих времена.
Као текстописац, Џејд Терлвол је допринела песмама на албумима Литл Микса од самог почетка и била је коаутор два #1 сингла у Великој Британији. Такође је написала песме за Бритни Спирс, Билија Портера и јужнокорејску девојачку групу Twice.

## Биографија
Џејд Терлвол је рођена у Саут Шилдсу на североистоку Енглеске. Њен деда Мухамед се преселио у Саут Шилдс 1943. године из Јемена и радио је као ватрогасац у трговачкој морнарици, а касније је радио као радник на доковима. У том месту Мохамед је упознао њену баку Амелију, чији је тата био из Египта. Између 8 и 10 година живела је у близини џамије у којој је сваке суботе похађала муслиманску школу како би научила да чита и пише на арапском и ишла у цркву сваке недеље.  
Џејд је рођена од родитеља Норме Бадви и Џејмса Терлвола, има старијег брата по имену Карл.  Она је египатског и јеменског порекла са мајчине стране и енглеског порекла са очеве.  Џејд Терлвол се идентификује као дете из мешанога брака, и у чланку за Вогуе Арабија из 2020. открила је да учи да више прихвати своје египатско-јеменско наслеђе. У интервјуу је изјавила да учи да се више повеже са својом арапском страном и њеним језиком у нади да ће више путовати на Блиски исток. 

## Каријера
Терлвол је започела своју музичку каријеру након аудиције за Икс Фактор 2008. године,  али је касније елиминисана. Затим се вратила 2010. године, али је елиминисана и други пут.  Џејд Терлвол се вратила из трећег покушаја 2011. године, на аудицији са песмом Битлса, и зарадила чеТери гласа "да".  На крају је убачена у групу Литл Микс, која је стигла до наступа уживо, а ментор им је била Тулиса Контоставлос.  11. децембра 2011. Литл Микс су проглашене за победнике, постајући прва група која је то учинила у том такмичењу. 
Дана 10. марта 2022, Џејд Терлвол је потписала соло уговор са RCA Records. 

### Пословни подухвати
У новембру 2019. Терлвол је отворила сопствени коктел бар Red Door у Саут Шилдсу,    чије је име касније промењено у Arbeia у фебруару 2020.  Становници су похвалили Џејд Терлвол за побољшање ноћног живота у граду.  У марту 2020, њен нови ноћни клуб, Industry, покренут је поред Арбеје.  10. септембра 2021. проглашена је за ново лице италијанског бренда спортске одеће Ellesse и лансирала је своју колекцију „Јесен/Зима”.  
Дана 4. октобра 2021. године, Џејд Терлвол је објавила да ће објавити сопствену палету сенки од 42 боје у сарадњи са компанијом козметичких производа Beauty Bay, а лансирана је 11. октобра 2021. године. Палета је са небеском тематиком и инспирисана је њеном страшћу према кристалима, духовности и астрологији.   

## Лични живот
Од 2016. до 2019. године Џејд Терлвол је била у вези са Џедом Елиотом, чланом енглеског рок бенда The Struts.  Од 2020. године, Џејд Терлвол је у вези са британским певачем и глумцем Џорданом Стивенсом.   Има више тетоважа. На кичми има арапску тетоважу која гласи „Свако може да оствари своје снове ако има храбрости“ као знак њеног египатског и јеменског порекла, као и тетоважу на ребрима која на арапском значи „краљица“. Године 2021. је истетовирала ногу у знак сећања на дан када је Литл Микс формиран на прослави 10. годишњице групе. 
Џејд Терлвол је била отворена о својим искуствима са сликом о телу, расизмом и поремећајем у исхрани. Као тинејџерка, искусила је малтреТерање и расизам због своје етничке припадности, а губитак деде је допринео да пет година пати од анорексије. 
Године 2021. говорила је о томе како сматра да су Твитер и Инстаграм лоши за њено ментално здравље и да је смањила количину времена које проводи на друштвеним медијима.

## Награде и номинације
| Година | Церемонија               | Категорија                  |
| ------ | ------------------------ | --------------------------- |
| 2017   | BBC Radio 1 Teen Awards  | Најзабавнија славна личност |
| 2019   | Celeb Mix Awards         | Филантроп године            |
| 2020   | PLT Awards               | LGBTQ инфлуенсер године     |
| 2020   | Ethnicity Awards         | Награда једнакости          |
| 2020   | Ethnicity Awards         | Инспиративна личност        |
| 2021   | Broadcast Digital Awards | Најбољи кратки филм         |
| 2021   | Gay Times Honours        | Савезнишво                  |
| 2022   | British LGBT Awards      | Славни савезник             |